# 氯乙酸铜
氯乙酸铜是一种化合物，化学式为Cu(ClCH2COO)2。它可由氯乙酸和碱式碳酸铜反应得到。

## 反应
它在水中和吡啶反应，可以结晶出Cu(ClCH2COO)2(C5H5N)2(H2O)。它和吡唑（HPz）反应，得到Cu(ClCH2COO)2(HPz)2的主产物，以及铜或氯乙酸根部分水解的副产物。
它在氮气中加热分解，得到铜的氯化物；在空气中加热，得到氧化铜。